# 里沙维尔
里沙维尔（法語：Richarville，法語發音：[ʁiʃaʁvil] ⓘ）是法国法兰西岛大区埃松省的一个市镇，位于该省西南部，属于埃唐普区。

## 地理
里沙维尔（48°28'18"N, 2°0'3"E）面积10.35 平方千米，位于法国法蘭西島大區埃松省，该省份为法国北部内陆省份，北起上塞纳省和马恩河谷省，西接厄尔-卢瓦省和伊夫林省，南至卢瓦雷省，东临塞纳-马恩省。
与里沙维尔接壤的市镇（或旧市镇、城区）包括：莱格朗日勒鲁瓦、欧通拉普莱讷、布泰尔维利耶、科尔布勒斯、拉福雷勒鲁瓦、普莱西圣伯努瓦。

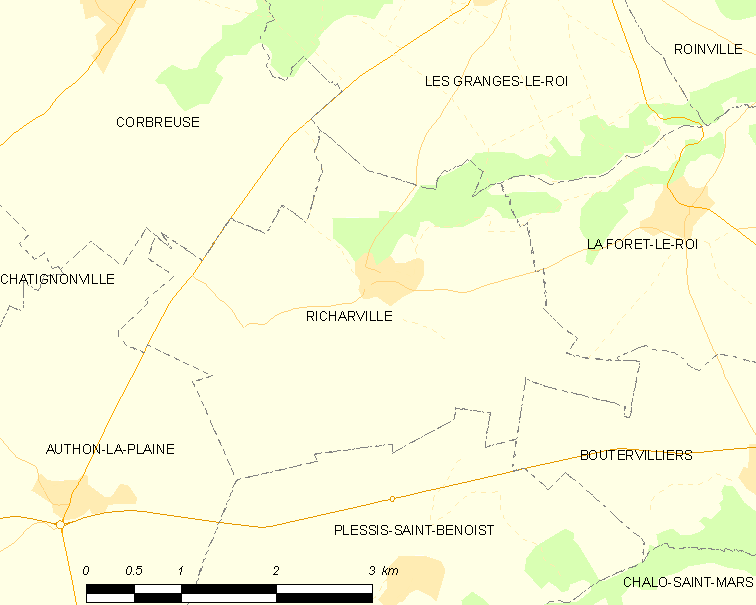
里沙维尔的OSM定位图

里沙维尔的时区为UTC+01:00、UTC+02:00（夏令时）。

## 行政
里沙维尔的邮政编码为91410，INSEE市镇编码为91519。

## 政治
里沙维尔所属的省级选区为杜尔当县。

## 人口

1962-2008年间里沙维尔人口变化图示

里沙维尔于2022年1月1日时的人口数量为388人。